# Parrocchia di Portland
La parrocchia di Portland (in lingua inglese Portland Parish) è una delle quattordici parrocchie civili della Giamaica, è situata nella parte nord-orientale dell'isola e fa parte della Contea di Middlesex con 82.442 abitanti (dato 2009).

## Città
Le principali città della parrocchia sono (popolazione 2010)
- Buff Bay (2.719 abitanti)
- Hope Bay (1.644 abitanti)
- Manchioneal (2.289 abitanti)
- Moore Town (1.104 abitanti)
- Port Antonio (14.348 abitanti)